# Artur Felfner
Artur Serhijowytsch Felfner (ukrainisch Артур Сергійович Фельфнер; * 17. Oktober 2003 in Konotop) ist ein ukrainischer Leichtathlet, der sich auf den Speerwurf spezialisiert hat.

## Sportliche Laufbahn
Erste internationale Erfahrungen sammelte Artur Felfner beim Europäischen Olympischen Jugendfestival (EYOF) 2019 in Baku, bei dem er mit einer Weite von 73,14 m die Bronzemedaille im Speerwurf gewann. Im Jahr darauf siegte er mit 76,52 m bei den U20-Balkan-Meisterschaften in Istanbul und 2021 siegte er bei den U20-Europameisterschaften in Tallinn mit 78,41 m. Anschließend sicherte er sich bei den U20-Weltmeisterschaften in Nairobi mit 76,32 m die Silbermedaille. Im Jahr darauf siegte er bei den U20-Weltmeisterschaften in Cali mit einem Wurf auf 79,36 m und startete anschließend bei den Europameisterschaften in München, bei denen er aber mit 76,06 m den Finaleinzug verpasste. 2023 wurde er bei der 2. Liga der Team-Europameisterschaft im Zuge der Europaspiele in Chorzów mit 82,24 m Zweiter und sicherte sich damit ligenübergreifend die Bronzemedaille hinter dem Deutschen Julian Weber und Edis Matusevičius aus Litauen. Anschließend siegte er mit 83,04 m bei den U23-Europameisterschaften in Espoo. Im August schied er bei den Weltmeisterschaften in Budapest mit 73,94 m in der Qualifikationsrunde aus. Im Jahr darauf belegte er bei den Europameisterschaften in Rom mit 81,38 m den achten Platz, ehe er bei den Olympischen Sommerspielen in Paris mit 81,84 m den Finaleinzug verpasste.
2025 wurde er bei der 1. Liga der Team-Europameisterschaft in Madrid mit 80,54 m Zweiter hinter dem Deutschen Julian Weber. Anschließend verteidigte er bei den U23-Europameisterschaften in Bergen mit 81,14 m seinen Titel.
In den Jahren 2023 und 2024 wurde Felfner ukrainischer Meister im Speerwurf.